# Датчик угловой скорости

Платформа с ДУС в отсеке самолёта

Да́тчик углово́й ско́рости (ДУС) — устройство, первичный прибор (датчик) для измерения угловой скорости поворота корпуса летательных аппаратов относительно невращающейся инерциальной системы координат. Используется в системах управления различных летательных аппаратов: ракет, самолётов, вертолётов и др. Выходной сигнал устройства обычно электрический, пропорциональный угловой скорости и используется в пилотажных системах летательных аппаратов, в частности, автопилоте, системах стабилизации траектории полёта ракет. Обработка сигнала производится во внешней системе.
Для измерения угловых скоростей по трём перпендикулярным координатным осям почти всегда применяют три по-разному ориентированных датчика — датчики угловой скорости крена, тангажа и рысканья.

## Принцип действия
Принципиально можно вычислить угловые скорости по осям дифференцированием по времени углов поворота гироскопа в кардановом подвесе, но такой метод не даёт достаточной чувствительности и точности. Поэтому широко применяются ДУС с поплавковыми (погружёнными в вязкую жидкость в герметичном кожухе) гироскопами. В таком гироскопе жидкость выполняет роль вязкой демпфирующей среды. При повороте корпуса датчика за счет сил вязкого трения между корпусом и кожухом ротора гироскопа создается демпфирующий момент. В результате гироскопического эффекта происходит прецессия гироскопа, измеряемая внутренними вспомогательными датчиками поворота. Углы поворота преобразуются в электрический информационный сигнал, выдаваемый во внешние электрические цепи.

## Особенности применения на летательных аппаратах и развитие
Для правильной ориентации при установке на летательный аппарат на корпусе ДУС обязательно указывают ось, вокруг которой он измеряет угловую скорость. Эта ось называется измерительной, на корпусе она обычно маркирована точкой и стрелкой. ДУС, как правило, устанавливают вблизи центра тяжести летательного аппарата.
С развитием многоканальных систем управления получили блочные конструкции, объединяющие в одном корпусе несколько однотипных ДУС. Такие сборки называются блоком демпфирующих гироскопов (БДГ).

## Применение
Помимо основного применения в системах курсовой устойчивости летательных аппаратов ДУС находят применений в системах курсовой устойчивости автотранспортных средств, стабилизации изображений в цифровых кинокамерах и фотоаппаратах, механических игрушках и др. В этих применениях обычно используются микромеханические гироскопы.

## Отказы
- Катастрофа Ту-154 под Сианем — на машине Ту-154 рег. № B-2610 было перепутано подключение однотипных блоков демпфирующих гироскопов крена и рыскания, установленных рядом и имеющих в силу однотипности одинаковые штепсельные разъёмы. В результате элероны пытались демпфировать колебания по курсу, а руль направления — по крену, в результате чего колебания только прогрессирующе росли и самолёт разрушился в воздухе от перегрузок. Погибли 160 находившихся на борту человек.